# Ornithuroscincus shearmani
Ornithuroscincus shearmani — вид сцинкоподібних ящірок родини сцинкових (Scincidae). Ендемік Папуа Нової Гвінеї. Описаний у 2021 році.

## Поширення і екологія
Ornithuroscincus shearmani відомі за типовим зразком, зібраним на схилах гори Суклінґ в провінції Мілн-Бей, на висоті 3456 м над рівнем моря.